# Nebula Science Fiction
Ne doit pas être confondu avec le prix Nebula.

Nebula Science Fiction est le premier magazine écossais de science-fiction.
Il fut publié de 1952 à 1959, sous l'impulsion de Peter Hamilton.
C'est ce magazine qui a publié pour la première fois Robert Silverberg, en l'occurrence la nouvelle Opération Méduse.